# Melchioria
Melchioria är ett släkte av svampar. Melchioria ingår i familjen Trichosphaeriaceae, ordningen Trichosphaeriales, klassen Sordariomycetes, divisionen sporsäcksvampar och riket svampar.
|            | Brachysporium                             |
|            |                                           |
|            | Eriosphaeria                              |
|            |                                           |
|            | Trichosphaeria                            |
|            |                                           |
|            | Cryptadelphia                             |
|            |                                           |
|            | Unisetosphaeria                           |
|            |                                           |
|            | Cresporhaphis                             |
|            |                                           |
|            | Coniobrevicolla                           |
|            |                                           |
|            | Malacosphaeria                            |
|            |                                           |
|            | Acanthosphaeria                           |
|            |                                           |
| Melchioria | \| \| Melchioria leucomelaena \| \| \| \| |
|            | \| \| Melchioria leucomelaena \| \| \| \| |
|            | Setocampanula                             |
|            |                                           |
|            | Melchioria leucomelaena                   |
|            |                                           |

|  | Melchioria leucomelaena |
|  |                         |